# Eve's Hangout
El Eve's Hangout ("El Rincón de Eva") fue una famosa casa de té de Nueva York, creada por la feminista polaca Eva Kotchever y la pintora sueca Ruth Norlander en Greenwich Village el año 1925. El lugar se llamaba popularmente "Eve Adams 'Tearoom", juego de palabras provocativo entre los nombres "Eva" y "Adán".

## Creación
Después de dirigir el salón de té "The Grey Cottage" en Chicago en la década de 1920, Kotchever y Norlander se mudaron a Greenwich Village. Aquel barrio de Manhattan era un importante punto de reunión entre la comunidad gay y lesbiana. La pareja abre el "Eve's Hangout" en la calle MacDougal Street, la meca de los intelectuales de Nueva York.
En la entrada, Kotchever coloca una pancarta que dice "Los hombres son admitidos pero no bienvenidos".
El salón se convierte en un refugio para las lesbianas, pero también para los migrantes y las clases trabajadoras. Muy rápidamente, intelectuales como Emma Goldman, amiga de Eva Kotchever, lo frecuentaron. El lugar se convirtió en un popular club, especialmente para artistas como Henry Miller, June Miller, Anaïs Nin o Berenice Abbott. Gracias a la organización de lecturas y reuniones donde se acepta hablar sobre el amor entre mujeres y las ideas anarquistas, Eva Kotchever se convierte en una figura del "Village".

## Clausura
Algunos periódicos conservadores, como el Greenwich Village Quill, que define el lugar bajo el penacho de Bobby Adward como un salón de té donde "donde no es muy saludable para las adolescentes ni es cómodo para los hombres ", denuncian el lugar.
El 11 de junio de 1926, el "escuadrón antivicio" de la policía de la ciudad de Nueva York, hace une redada en el local. Una de las detectives, la joven Margaret Leonard, descubre el libro Lesbian Love, escrito por Kotchever bajo el seudónimo de Evelyn Addams. Kotchever es arrestada y declarada culpable de "obscenidad" y de "conducta desordenada". El salón de té no sobrevivió al arresto de su propietaria y tuvo que cerrar rápidamente. En 1927, Kotchever fue expulsada de los Estados Unidos a Europa, pero Greenwich Village no la olvidó.
En París, Kotchever abre otro club, el Boudoir de l'Amour en Montmartre. A menudo, va al "Dôme", en Montparnasse, un café donde se encuentran los artistas extranjeros, como Pablo Picasso, y es voluntaria por ayudar a la Segunda República española.
Durante la Segunda Guerra Mundial, Eva Kotchever fue arrestada por la policía francesa en Niza. Internada en el campo de internamiento de Drancy, cerca de París. El convoy n°63 del 17 de diciembre la deportó a Auschwitz, donde fue asesinada.

## Posteridad
El Eve's Hangout es hoy considerado como un sitio histórico LGBT y reconocido como un patrimonio de Nueva York, así como por el National Park Service. Lo que pasó con la policía de Nueva York en 1926 se considera un precursor de lo que, luego, pasará con el Stonewall Inn.
La dramaturga Barbara Kahn escribió una obra de teatro y un musical, Eden Unreachable sobre la historia del salón,
Hoy la ubicación es un restaurante italiano y club de jazz llamado La Lanterna di Vittorio.